# Rainhard Lukowitz
Rainhard Lukowitz (* 8. Februar 1950 in Schkopau) ist ein deutscher Politiker und ehemaliges FDP-Mitglied im Bundesland Sachsen-Anhalt. Er war 1993/94 Wirtschaftsminister von Sachsen-Anhalt.

## Leben und Beruf
Nach erfolgreichem Beenden der Oberschule absolvierte Rainhard Lukowitz von 1968 bis 1972 ein Wirtschaftsingenieurstudium an der TU Dresden. Von 1972 bis 1982 war er in einem Ingenieurbüro des Bauwesens im Bezirk Halle tätig. Seit 1994 ist er selbständig und ist heute als beratender Betriebswirt tätig.

## Partei
Rainhard Lukowitz trat 1968 in die NDPD ein. Er war von 1995 bis 2003 Schatzmeister und Mitglied des geschäftsführenden Landesvorstands der FDP in Sachsen-Anhalt. Er trat zum 1. November 2007 aus der FDP aus.

## Öffentliche Ämter
Rainhard Lukowitz war von 1982 bis 1990 Bürgermeister der Stadt Quedlinburg. In der CDU/FDP-Regierung unter Ministerpräsident Christoph Bergner war Lukowitz 1993 bis 1994 Minister für Wirtschaft, Technologie und Verkehr des Landes Sachsen-Anhalt. 2002 wurde er in den Landtag von Sachsen-Anhalt gewählt. Er war von 2002 bis 2004 Fraktionsvorsitzender. Von 2004 bis 2006 war er Sprecher für Medienpolitik der FDP-Landtagsfraktion und betreute als Abgeordneter Quedlinburg. Bei der Landtagswahl 2006 kandidierte er nicht erneut. Bei der Wahl zum Bürgermeister Quedlinburgs 2008 kandidierte Lukowitz erneut als unabhängiger Einzelbewerber mit Unterstützung der CDU, unterlag aber dem Amtsinhaber Eberhard Brecht deutlich (50,5 zu 17,8 Prozent der Stimmen).

## Belege
1. ↑  Ex-Wirtschaftsminister tritt aus der FDP aus. (Seite nicht mehr abrufbar, festgestellt im Januar 2016. Suche in Webarchiven) In: Magdeburger Volksstimme.
2. ↑  Zu seiner Rolle während der Wende Christiane Kohl: Der wäre fast gelyncht worden. Spiegel-Redakteurin Christiane Kohl über die sanfte Revolution im DDR-Provinzstädtchen Quedlinburg. In: Der Spiegel, 27. November 1989.
3. ↑  Landtag: Veit Wolpert löst Rainhard Lukowitz als FDP-Fraktionschef ab. In: Mitteldeutsche Zeitung, 16. September 2004, abgerufen am 16. Juni 2021.
4. ↑  CDU will mit Lukowitz ins Rathaus. In: Mitteldeutsche Zeitung, 4. Dezember 2007.
5. ↑  Kerstin Beier: Brecht bleibt Bürgermeister. In: Mitteldeutsche Zeitung vom 2. März 2008, abgerufen am 26. Juni 2021

| Personendaten    | Personendaten                        |
| ---------------- | ------------------------------------ |
| NAME             | Lukowitz, Rainhard                   |
| KURZBESCHREIBUNG | deutscher Politiker (NDPD, FDP), MdL |
| GEBURTSDATUM     | 8. Februar 1950                      |
| GEBURTSORT       | Schkopau                             |